# Perrock Holmes (saga)
Perrock Holmes es una serie de libros de misterio creada por el escritor y filólogo Isaac Palmiola.

## Argumento
La saga narra distintos casos que Julia, Diego, Perrock y desde el tercer libro (Elemental, querido Gatson), el Doctor Gatson tienen que resolver.
Ana y Juan se casan, y deciden irse a vivir juntos. Sin embargo, Diego y Julia se llevan fatal, y están todo el día discutiendo. En su nueva casa tienen que compartir habitación, y, un poco por compensación, sus padres les regalan un perro: Perrock Holmes. Después de conocer los superpoderes de Perrock, sus vidas cambian: son aceptados por la prestigiosa cadena detectivesca "Mystery Club" y empiezan a vivir peligrosas aventuras, desde el Amazonas hasta Tenerife, pasando por Mónaco.

## Fecha de publicación de los libros
Todos los libros de la saga, de primero a último, desde la última actualización:
1. Dos detectives y medio. Enero de 2017.[3]
2. Pistas a cuatro patas. Enero de 2017.[4]
3. Elemental, querido Gatson. Marzo de 2017.[5]
4. Tortazos y cañonazos. Mayo de 2017.[6]
5. Aquí hay Gatson encerrado. Mayo de 2017.[7]
6. El caso del youtuber tropical. Septiembre de 2017.[8]
7. Se ha escrito un secuestro. Enero de 2018.[9]
8. Malditos roedores. Mayo de 2018.[10]
9. El caso del escape room imposible. Octubre de 2018.[11]
10. Hecha la ley, hecha la trampa. Enero de 2019.[12]
11. El ataque de los piojos. Junio de 2019.[13]
12. Una partida adictiva. Octubre de 2019.[14]
13. A todo gasss. Enero de 2020.[15]
14. Sabotaje en el parque acuático. Octubre de 2020.[16]
15. Perrinfluencer por sorpresa. Febrero de 2021.[17]
16. 101 enigmas de animales para resolver en 5 minutos (libro complementario). 8 de julio de 2021[18]
17. El fantasma de la mala leche. Octubre de 2021.[19]
18. Saltan chispas y pistas. Febrero de 2022.[20]
19. Luces, cámara... ¡investigación!. 16 de junio de 2022.[21]
20. Noche de paz, noche de misterio. 2 de noviembre de 2023[22]
21. La bacteria rasca-rasca. 16 de mayo de 2024.[23]

## Personajes

### Protagonistas
- Julia: Dice lo que piensa y es muy convincente. Le encantan los libros de misterio y los casos peligrosos. Su padre se llama Juan. Es la hermanastra de Diego.

- Diego: Controla mejor que nadie la informática y la tecnología. Su madre se llama Ana. Es el hermanastro de Julia

- Perrock: Es capaz de comunicarse con sus amos y otros animales; además, puede detectar los sentimientos de los humanos si le rascan la barriga. Es travieso y ligón, le gustan las perras altas.

- Doctor Gatson: Se conocieron en un refugio-campamento en los Pirineos. Es un gato gordo al que le encanta comer y dormir. No come pienso. Es capaz de hablar con Perrock y sus amos. No obstante, se le da bien investigar y se fija en detalles que otros podrían pasar por alto.

### Antagonista
- Lord Monty: Es un vil villano que se escapó varias veces de la cárcel. Es el principal enemigo del Mystery Club. Va siempre acompañado de su loro Loriarty.

### Personajes secundarios
- Señora Fletcher: Es una anciana presidenta del Mystery Club.

- Ana y Juan: Son los padres de Diego y Julia, respectivamente. Suelen castigar a sus hijos sin internet o les hacen acostarse temprano.

- Zamparrosquillas: Es un policía nada profesional al que le encantan las rosquillas, motivo por el que está gordo.

## Repercusión
La saga se ha traducido a cinco idiomas y solo en España se han vendido 150 000 ejemplares.